# Islas Vírgenes Británicas en los Juegos Olímpicos de Sarajevo 1984
Las Islas Vírgenes Británicas estuvieron representadas en los Juegos Olímpicos de Sarajevo 1984 por un deportista masculino que compitió en patinaje de velocidad sobre hielo.
El portador de la bandera en la ceremonia de apertura fue el patinador de velocidad Erroll Fraser. El equipo olímpico virgenense británico no obtuvo ninguna medalla en estos Juegos.